# Hedycryptus orientalis
Hedycryptus orientalis là một loài tò vò trong họ Ichneumonidae.